# Takashi Miki (piłkarz)
Takashi Miki (jap. 三木 隆司 Miki Takashi; ur. 23 lipca 1978) – japoński piłkarz występujący na pozycji obrońcy.

## Kariera klubowa
Od 1997 do 2013 roku występował w klubach Bellmare Hiratsuka, Oita Trinita, Nagoya Grampus i Tokushima Vortis.